# Handschuheim
Handschuheim est une commune française située dans la circonscription administrative du Bas-Rhin et, depuis le 1er janvier 2021, dans le territoire de la Collectivité européenne d'Alsace, en région Grand Est.
Cette commune se trouve dans la région historique et culturelle d'Alsace.

## Géographie
Commune rurale du Kochersberg, le village est marqué par une polyculture qui dure toujours aujourd'hui. Malgré la disparition de nombreux agriculteurs, plusieurs exploitations se maintiennent, tirant une grande part de leur revenus de la vente directe aux particuliers de fruits et légumes.
| Furdenheim |              |           |
|            | Handschuheim | Ittenheim |
|            | Osthoffen    |           |

### Hydrographie
La commune est dans le bassin versant du Rhin au sein du bassin Rhin-Meuse. Elle n'est drainée par aucun cours d'eau,.

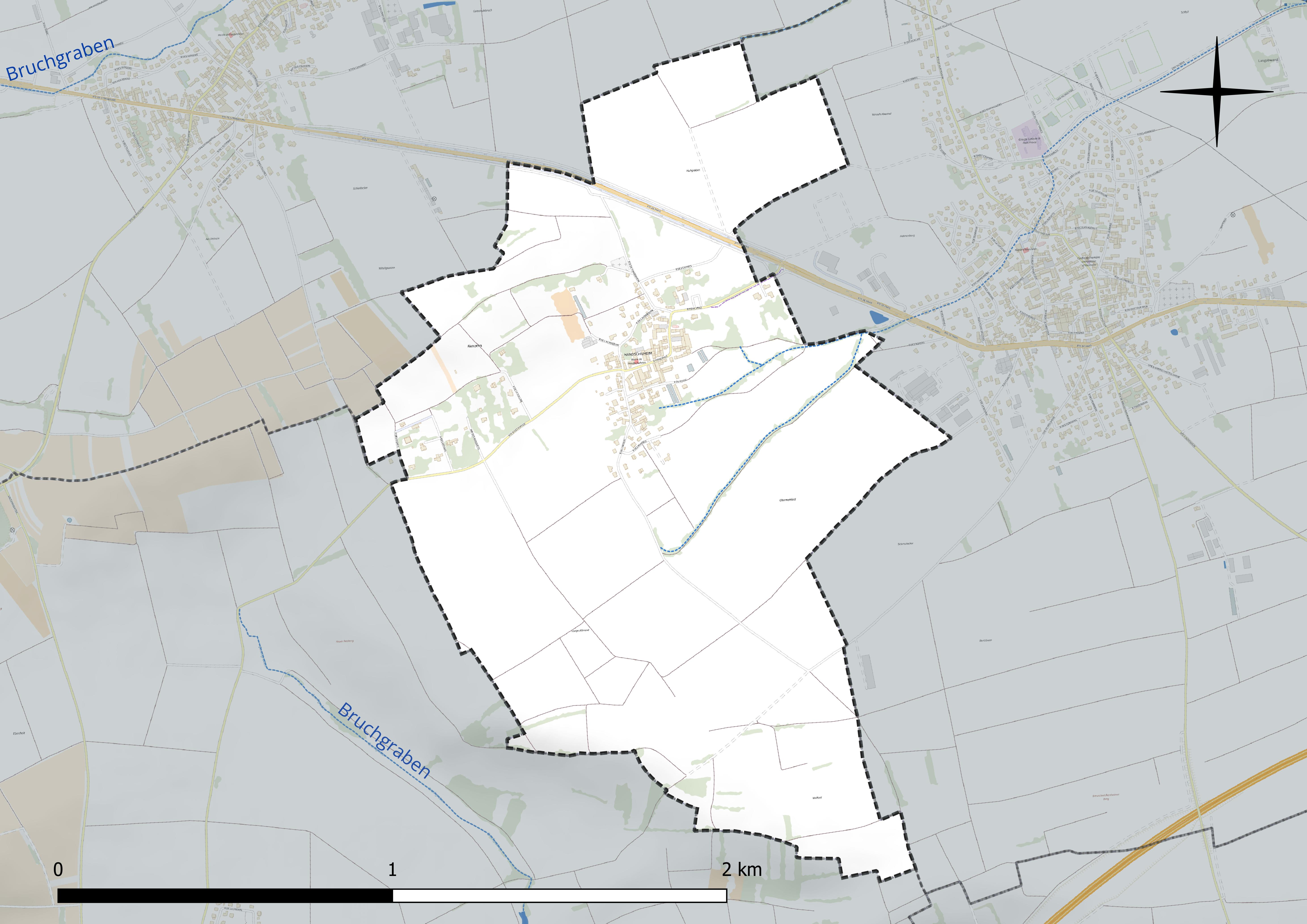
Réseau hydrographique de Handschuheim.

### Climat
Pour des articles plus généraux, voir Climat du Grand Est et Climat du Bas-Rhin.
En 2010, le climat de la commune est de type climat des marges montargnardes, selon une étude du Centre national de la recherche scientifique s'appuyant sur une série de données couvrant la période 1971-2000. En 2020, Météo-France publie une typologie des climats de la France métropolitaine dans laquelle la commune est exposée à un climat semi-continental et est dans une zone de transition entre les régions climatiques « Vosges » et « Alsace ». 
Pour la période 1971-2000, la température annuelle moyenne est de 10,4 °C, avec une amplitude thermique annuelle de 17,8 °C. Le cumul annuel moyen de précipitations est de 641 mm, avec 8,1 jours de précipitations en janvier et 10,4 jours en juillet. Pour la période 1991-2020, la température moyenne annuelle observée sur la station météorologique de Météo-France la plus proche, « Strasbourg-Entzheim », sur la commune d'Entzheim à 9 km à vol d'oiseau, est de 11,4 °C et le cumul annuel moyen de précipitations est de 635,7 mm. 
La température maximale relevée sur cette station est de 38,9 °C, atteinte le 25 juillet 2019 ; la température minimale est de −23,6 °C, atteinte le 23 janvier 1942,,. 
Les paramètres climatiques de la commune ont été estimés pour le milieu du siècle (2041-2070) selon différents scénarios d'émission de gaz à effet de serre à partir des nouvelles projections climatiques de référence DRIAS-2020. Ils sont consultables sur un site dédié publié par Météo-France en novembre 2022.

## Urbanisme

### Typologie
Au 1er janvier 2024, Handschuheim est catégorisée commune rurale à habitat dispersé, selon la nouvelle grille communale de densité à sept niveaux définie par l'Insee en 2022.
Elle appartient à l'unité urbaine d'Ittenheim, une agglomération intra-départementale regroupant trois  communes, dont elle est une commune de la banlieue,,. Par ailleurs la commune fait partie de l'aire d'attraction de Strasbourg (partie française), dont elle est une commune de la couronne,. Cette aire, qui regroupe 268 communes, est catégorisée dans les aires de 700 000 habitants ou plus (hors Paris),.

## Histoire

### Toponymie
Du germanique Handschuh « gant » + heim, « village en forme de gant » ou « village de la ganterie ».
- 1793 : Handschuchheim ; 1801 : Handschaheim.

### Héraldique
| Blason de Handschuheim | Blason  | Palé d'argent et d'azur de quatre pièces, à la fasce vivrée de gueules brochant sur le tout. |
| Blason de Handschuheim | Détails |                                                                                              |

## Politique et administration
| Période | Période | Identité               | Étiquette | Qualité                                          |
| ------- | ------- | ---------------------- | --------- | ------------------------------------------------ |
| 1928    | 1937    | Paul Baillet           |           |                                                  |
| 1937    | 1965    | Robert Hoeffel         | RPF       | Sénateur (1948-1959)                             |
| 1965    | 2008    | Daniel Hoeffel         | UDF, UMP  | Président du conseil général, ministre, sénateur |
| 2008    | 2014    | Dominique Hoeffel-Keil | DVG       | Conseillère régionale                            |
| 2014    | 2020    | Alfred Schmitt         |           |                                                  |

## Démographie
L'évolution du nombre d'habitants est connue à travers les recensements de la population effectués dans la commune depuis 1793. Pour les communes de moins de 10 000 habitants, une enquête de recensement portant sur toute la population est réalisée tous les cinq ans, les populations de référence des années intermédiaires étant quant à elles estimées par interpolation ou extrapolation. Pour la commune, le premier recensement exhaustif entrant dans le cadre du nouveau dispositif a été réalisé en 2005.

En 2022, la commune comptait 278 habitants, en évolution de +1,46 % par rapport à 2016 (Bas-Rhin : +3,17 %, France hors Mayotte : +2,11 %).
| 1793 | 1800 | 1806 | 1821 | 1831 | 1836 | 1841 | 1846 | 1851 |
| ---- | ---- | ---- | ---- | ---- | ---- | ---- | ---- | ---- |
| 112  | 98   | 117  | 176  | 207  | 214  | 209  | 196  | 192  |

| 1856 | 1861 | 1866 | 1871 | 1875 | 1880 | 1885 | 1890 | 1895 |
| ---- | ---- | ---- | ---- | ---- | ---- | ---- | ---- | ---- |
| 185  | 208  | 196  | 192  | 174  | 194  | 202  | 208  | 213  |

| 1900 | 1905 | 1910 | 1921 | 1926 | 1931 | 1936 | 1946 | 1954 |
| ---- | ---- | ---- | ---- | ---- | ---- | ---- | ---- | ---- |
| 200  | 188  | 190  | 186  | 180  | 168  | 180  | 170  | 160  |

| 1962 | 1968 | 1975 | 1982 | 1990 | 1999 | 2005 | 2006 | 2010 |
| ---- | ---- | ---- | ---- | ---- | ---- | ---- | ---- | ---- |
| 188  | 191  | 209  | 224  | 232  | 269  | 300  | 303  | 297  |

| 2015 | 2020 | 2022 | - | - | - | - | - | - |
| ---- | ---- | ---- | - | - | - | - | - | - |
| 278  | 274  | 278  | - | - | - | - | - | - |

## Lieux et monuments

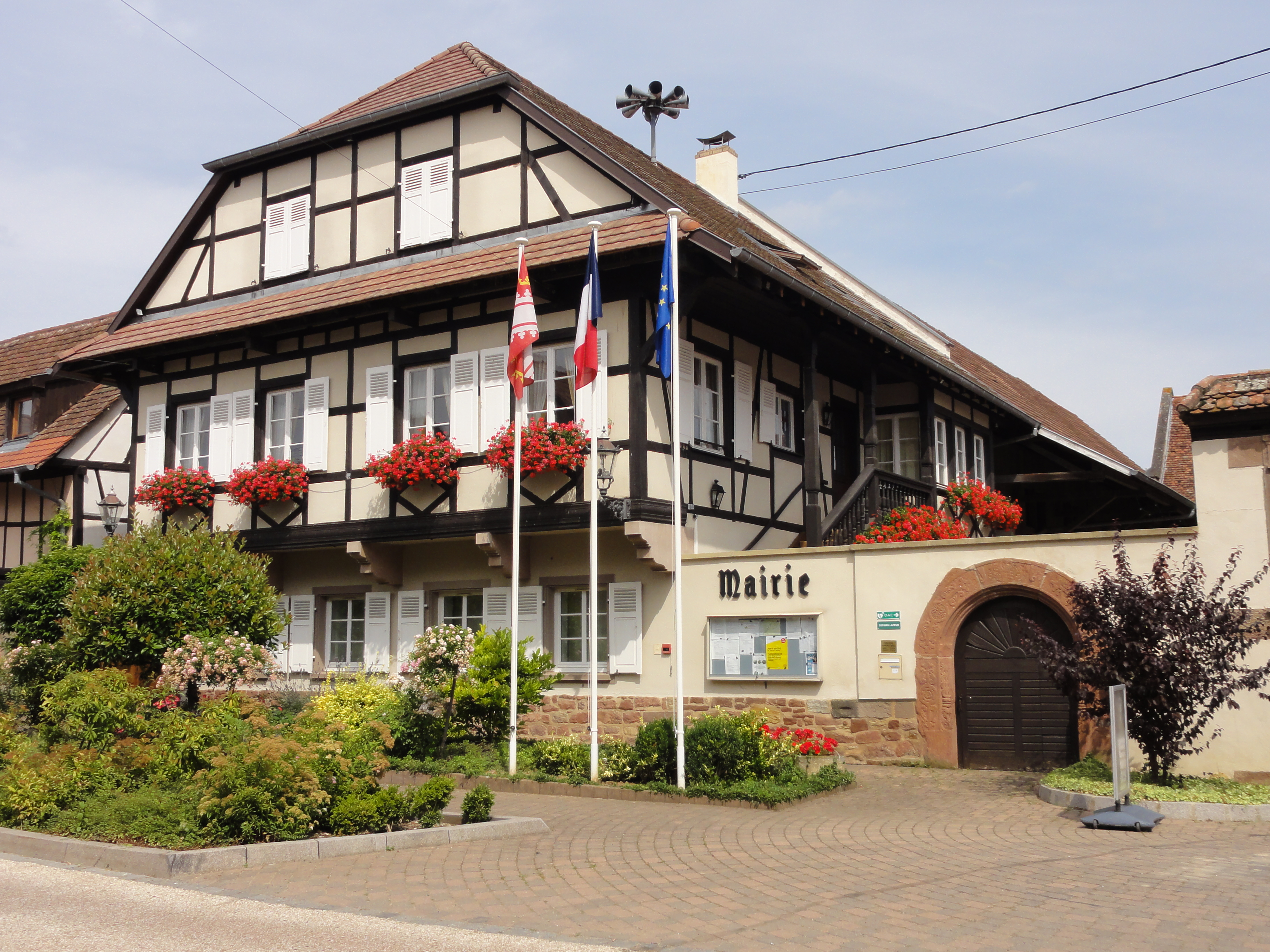
Mairie de Handshuheim.
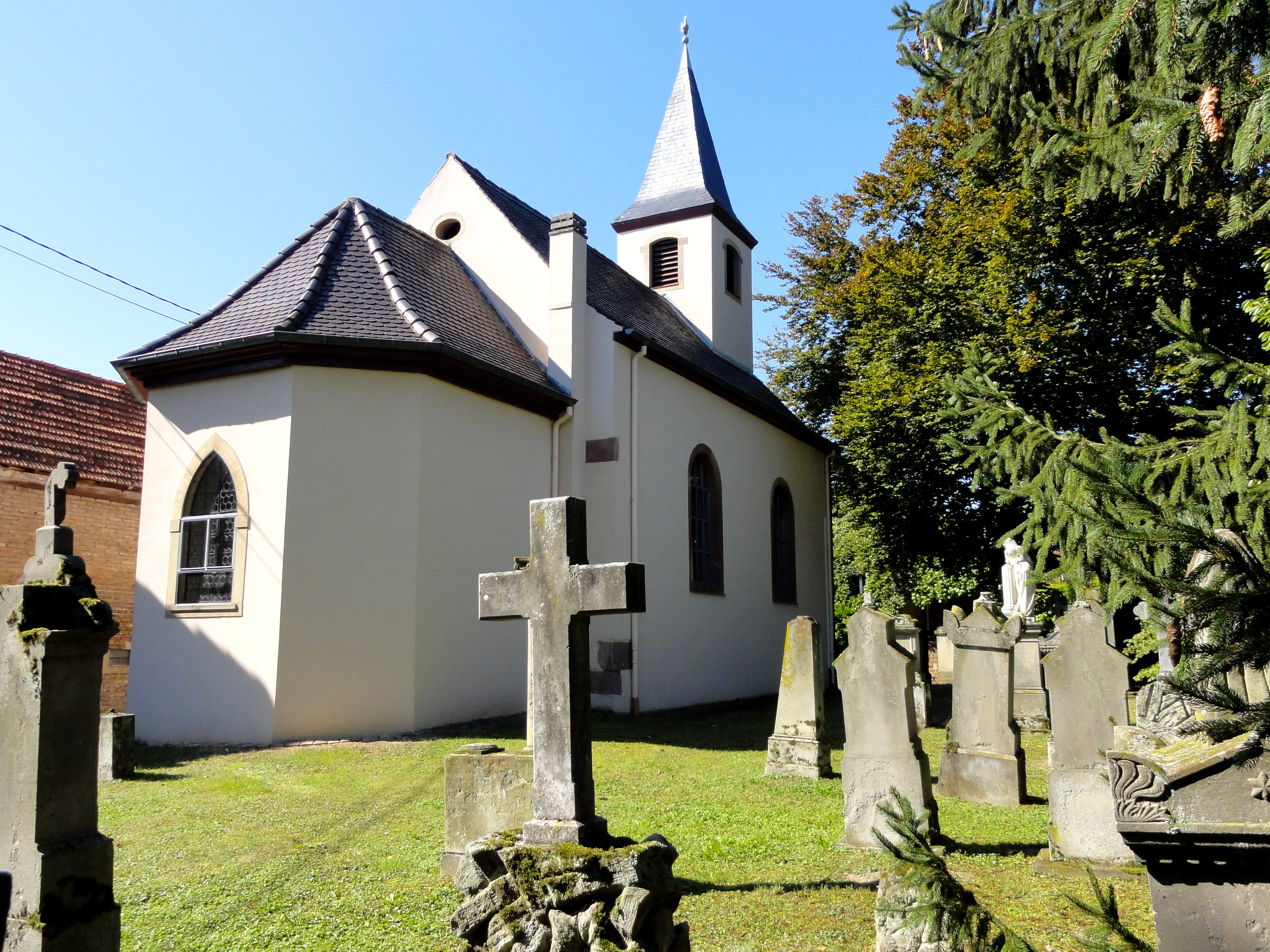
Église protestante (1686-1740).
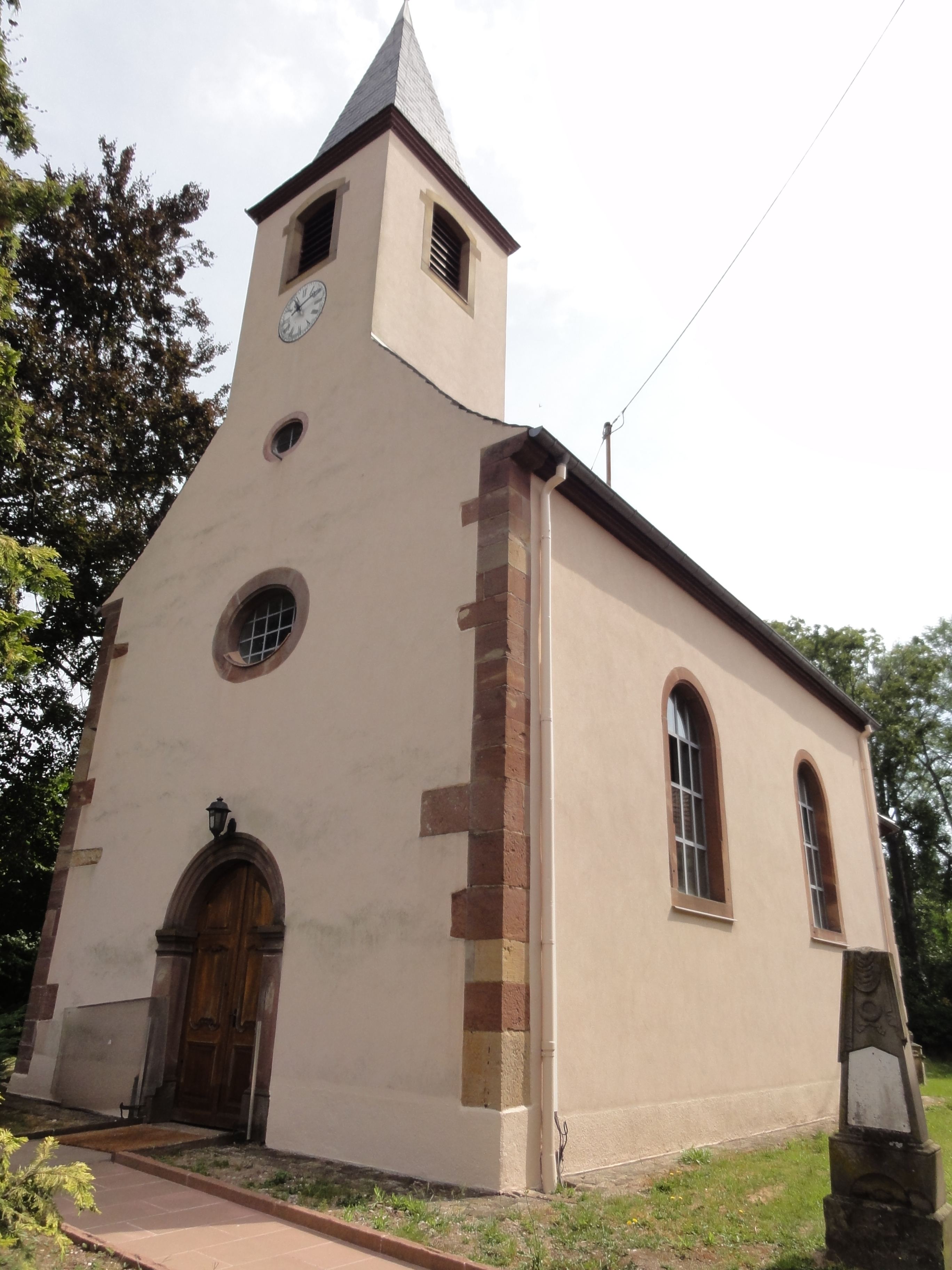
Église protestante (1686-1740).

## Personnalités liées à la commune

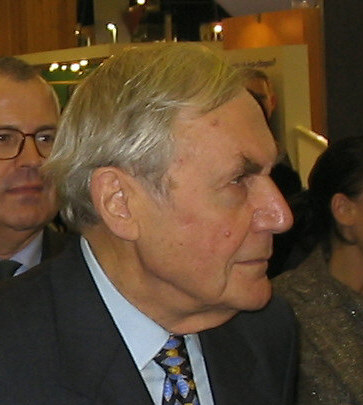
Daniel Hoeffel.

- Daniel Hoeffel, outre son mandat de maire de la commune, a également eu une carrière politique nationale en tant que ministre et vice-président du Sénat.
- Robert Hoeffel, sénateur.